# Diplonotos
Diplonotos is een geslacht van mosdiertjes uit de  familie van de Bifaxariidae en de orde Cheilostomatida

## Soorten
- Diplonotos abyssicolus (Busk, 1884)
- Diplonotos confragus Gordon, 1993
- Diplonotos continuus Gordon, 1988
- Diplonotos costulatus Canu & Bassler, 1930
- Diplonotos inornatus (Hayward, 1981)
- Diplonotos minus Gordon, 1993
- Diplonotos novus (Gordon, 1988)
- Diplonotos obesus Gordon, 1993
- Diplonotos papillatus (Busk, 1884)
- Diplonotos serratus Gordon, 1993
- Diplonotos similis Gordon, 1993
- Diplonotos sulcatus Gordon, 1993
- Diplonotos supplicatus Hayward & Winston, 2011

Niet geaccepteerde soort:
- Diplonotos striatus Canu & Bassler, 1930 → Smithsonius striatus (Canu & Bassler, 1930)